# Beaunotte
Beaunotte település Franciaországban, Côte-d’Or megyében. Lakosainak száma 15 fő (2022. január 1.). Beaunotte Mauvilly, Aignay-le-Duc, Quemigny-sur-Seine és Meulson községekkel határos.

## Népesség
A település népességének változása:
| Lakosok száma | 40   | 46   | 37   | 22   | 21   | 24   | 19   | 15   | 14   | 15   |
|               | 1968 | 1982 | 1990 | 2006 | 2013 | 2015 | 2017 | 2019 | 2020 | 2022 |